# Szépirodalmi Házi Könyvtár
A Szépirodalmi Házi Könyvtár egy 19. század végi – 20. század eleji magyar szépirodalmi könyvsorozat volt. A korabeli magyar és külföldi, ismertebb, és mára már elfeledett szépírók munkáit közreadó sorozat az 1890-es években indult, és kötetei az 1910-es évekig jelentek meg az Athenaeum Irodalmi és Nyomdai Rt. kiadásában Budapesten zöld, növényi motívumokkal díszített borítóval. Évszámjelzést nem tartalmaztak. Mivel pontos címjegyzék nem áll rendelkezésre a sorozatról, ezért csak korabeli hirdetésekre és antikváriusi kínálatra lehet építeni az lista összeállításánál, azonban ez korántsem biztos, hogy teljes:
- Ábrányiné Katona Klementin: Földön és Föld felett
- Beöthy Zsolt: Kálozdi Béla
- Ebner Eschenbach: Ismét a régi
- Gréville H.: Második anya
- Mather H.: Jön a rozson át
- Ouida: Syrlin
- Porzó: Por és hamu
- Porzó: Vizen és szárazon
- Schubin: Becsület
- Thackeray víg elbeszélései
- Toldy István: Nőkről nőknek
- Tormay Cecile: Apródszerelem
- Turgenjew: Now
- Mark Twain: Aranyozott kor
- Véka Lajos: Lajos pap
- Werner Gyula: Kendi Imre házassága
- Wohl Stefanie hátrahagyott iratai
- Zola Emil: Lourdes
- Zola Emil: Róma
- Zola Emil: Páris
- Abonyi Árpád: A haldokló Gladiátor
- Ifj. Ábrányi Kornél: Titkolt szerelem
- Bartók Lajos: Erdőzúgás
- Benedek Elek: Csendes órák
- Castelar Emil: Egy szív története
- Ebers György: Egyiptomi királyleány
- Gyarmathy Zsigáné: Önkéntes. Martyrok
- Kabos Ede: Vándorok
- Lázár Béla: Hangulatok
- Malot: A világ szállodája
- Muntureanu: Asszonyszerelem
- Papp Dániel: A rátótiak
- Redwitz Schittra: A boszniai háremélet
- Schubin: Magunk közt
- Schubin: Asbeïn
- Szomaházy István: Biarritz és társa
- Tóvölgyi Titusz: A kit nem akartak befogadni
- Tutsek Anna: Magunkról
- Wohl Janka és Stefanie: Beszélyek és Tárczák
- Zola Emil: Az élet öröme
- Zola Emil: A hölgyek öröme
- Zola Emil: Rougonék szerencséje
- Alarcon: Venegas Mánuel
- Abonyi Árpád: Orvosok
- Ambrus Zoltán: Pókháló kisasszony
- Bartók Lajos: Erzsébet királyné
- Carmen Sylva: Ki kopog
- Dalmady Győző: Hazafias költemények
- Daudet Alfons: Boldogtalan történetek
- Ebers György: Szerapisz
- Eliott Gy.: Midlemarch
- Gréville H.: Barátnő
- Gyarmathy Zsigáné: Monostori Katinka
- Ifj. Hegedüs Sándor: Alakok a ködhomályból
- Hock János: Szivárvány
- Kóbor Tamás: Aszfalt
- Lengyel Laura: Álmok
- Markevitch: Szöghajú
- Pekár Gyula: Szoborszép asszony
- Ouida: Cigarette
- Szöllősy Zsigmond: Ollenburg-dinasztia
- Tóth Béla: Boldogasszony dervise
- Werner Gyula: Megvirrad még valaha
- Sipulusz: Barnabás rabsága

## Képtár
- Benedek Elek: Csöndes órák
(címlap)
- Korabeli hirdetés
- Korabeli hirdetés